# Jake Biss
Jake Biss (nacido el 1 de enero de 2001 en Latrobe (Pensilvania)) es un jugador de baloncesto estadounidense que actualmente forma parte de la plantilla del Den Helder Suns de la BNXT League. Su posición es base.

## Trayectoria
Nacido en Latrobe (Pensilvania), es un base que puede jugar de escolta formado en Greater Latrobe Senior High School de su ciudad natal, hasta 2017, fecha en la que ingresó en la Universidad de Shippensburg en Pensilvania, donde jugaría durante cinco temporadas la NCAA con los Shippensburg Red Raiders, desde 2017 a 2022.
Tras no ser drafteado en 2022, el 9 de junio de 2022, firma por el Den Helder Suns de la BNXT League.